# Куропиевка
Куропиевка (укр. Куропіївка) — село в Сновском районе Черниговской области Украины. Население 12 человек. Занимает площадь 0,191 км². Западнее села расположены истоки реки Домна (приток Снова).
Код КОАТУУ: 7425883502. Почтовый индекс: 15261. Телефонный код: +380 4654.

## Власть
Орган местного самоуправления — Низковский сельский совет. Почтовый адрес: 15260, Черниговская обл., Сновский р-н, с. Низковка, ул. Победы, 56.